# Diaphus vanhoeffeni
Diaphus vanhoeffeni és una espècie de peix de la família dels mictòfids i de l'ordre dels mictofiformes.

## Morfologia
- Els mascles poden assolir 4,2 cm de longitud total.[4][5]

## Reproducció
Assoleix la maduresa sexual quan arriba als 2,7 cm de longitud.

## Hàbitat
És un peix marí i d'aigües subtropicals que viu entre 40-750 m de fondària.

## Distribució geogràfica
És endèmic de l'Atlàntic.